# 彼得·考泽尔
彼得·考泽尔（1983年9月8日—），斯洛文尼亚男子皮划艇运动员。他曾代表斯洛文尼亚参加2008年、2012年、2016年和2020年夏季奥林匹克运动会皮划艇比赛，其中2016年奥运会获得一枚银牌。